# George Turner (malíř)
George Turner (2. dubna 1841, Cromford – 29. března 1910, Idridgehay) byl anglický krajinář a farmář, často přezdívaný jako Derbyshirský John Constable.

## Život a dílo

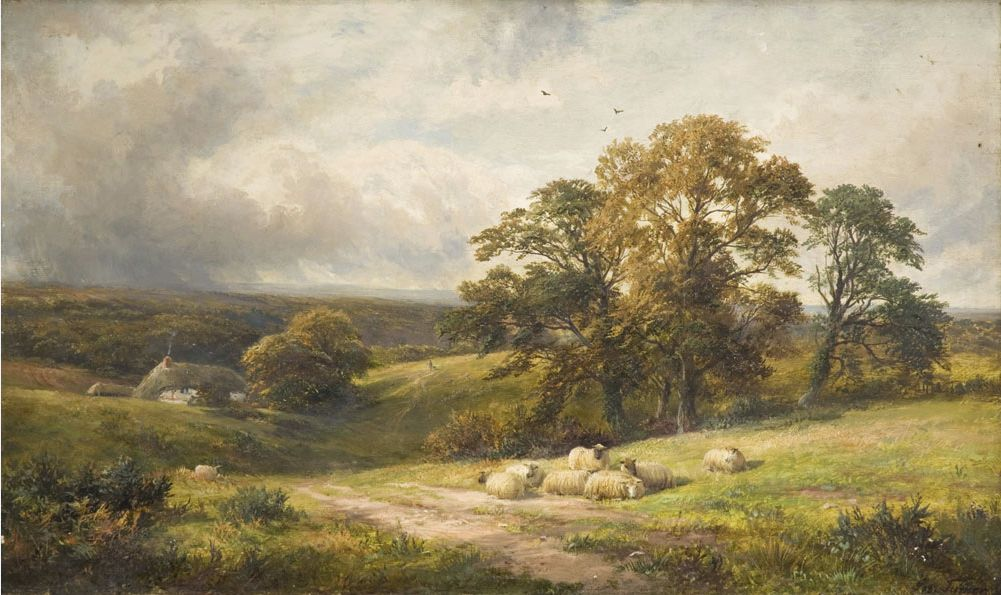
Klidná krajina v Derbyshiru (1885)

Turner se narodil v Cromfordu v Derbském hrabství, ale jeho rodina se brzy přestěhovala do Derby. Už v mládí ukázal své nadání pro hudbu a malování, také byl podporován svým otcem, Thomasem Turnerem, který, ačkoliv pracoval jako krejčí, byl nadšencem do umění. George Turner byl především samouk, ovšem stále pracoval na tom, aby se stal malířem a učitelem umění.
Turner žil v Derbském hrabství celý svůj život. Roku 1865 si vzal Elizu Lakinovou (1837–1900) a začal s ní žít na farmě Walnut ve vesnici Barrow upon Trent. Měli spolu čtyři děti – jejich syn William Lakin Turner se stal také uznávaným krajinářem - a Turner ve zdejším okolí vytvořil několik maleb. Po Elizině smrti v roce 1900 se přestěhoval do Kirk Iretonu a brzy se oženil podruhé – s umělkyní Kate Stevens Smithovou (1871–1964). Spolu žili v obci Idridgehay až do jeho smrti roku 1910. Turner zemřel ve věku 69 let a je pochován na hřbitově u kostela sv. Jakuba v Idridgehay.
Turner tvořil olejomalby a maloval bukolickou krajinu především ve svém rodném Derbyshiru. Jeho tvorba, čítající stovky obrazů, je významným svědectvím o anglickém venkově ještě před dobou mechanizace a urbanizace. Turnerova tvorba byla vystavena v Nottinghamu a Birminghamu. Byl členem Umělecké komise Derbské umělecké galerie a zde jsou jak jeho obrazy, tak i obrazy jeho syna vystaveny.